# Dragan Juranović
Dragan Juranović (ur. 10 lutego 1994 w Zagrzebiu) – chorwacki piłkarz występujący na pozycji ofensywnego pomocnika w bośniackim klubie Zrinjski Mostar.

## Kariera klubowa
Wychowanek NK Croatia Sesvete i NK Dubrava. W trakcie swojej kariery grał w chorwackich klubach NK Dubrava, NK Osijek II i NK Rudeš.
18 stycznia 2021 podpisał kontrakt do 31 maja 2023, z bośniackim Zrinjskim Mostar.

## Życie prywatne
Jego młodszy brat Josip, również jest piłkarzem.